# Macha

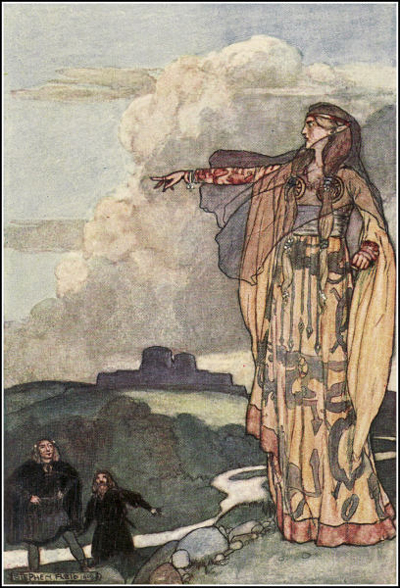
bohyně Macha ilustrace z knihy The Boys' Cuchulainn, 1904

Macha byla bohyně války a stejně jako její sestry symbolizuje promiskuitní pohlavní život, je také spojena s koňmi a věštěním.
Jejími sestrami byly Badb a Morrigan. Měly jedno tělo a každý měsíc měla jedna z nich vládu nad tělem, zatímco ty dvě další spaly.